# 세스나 525

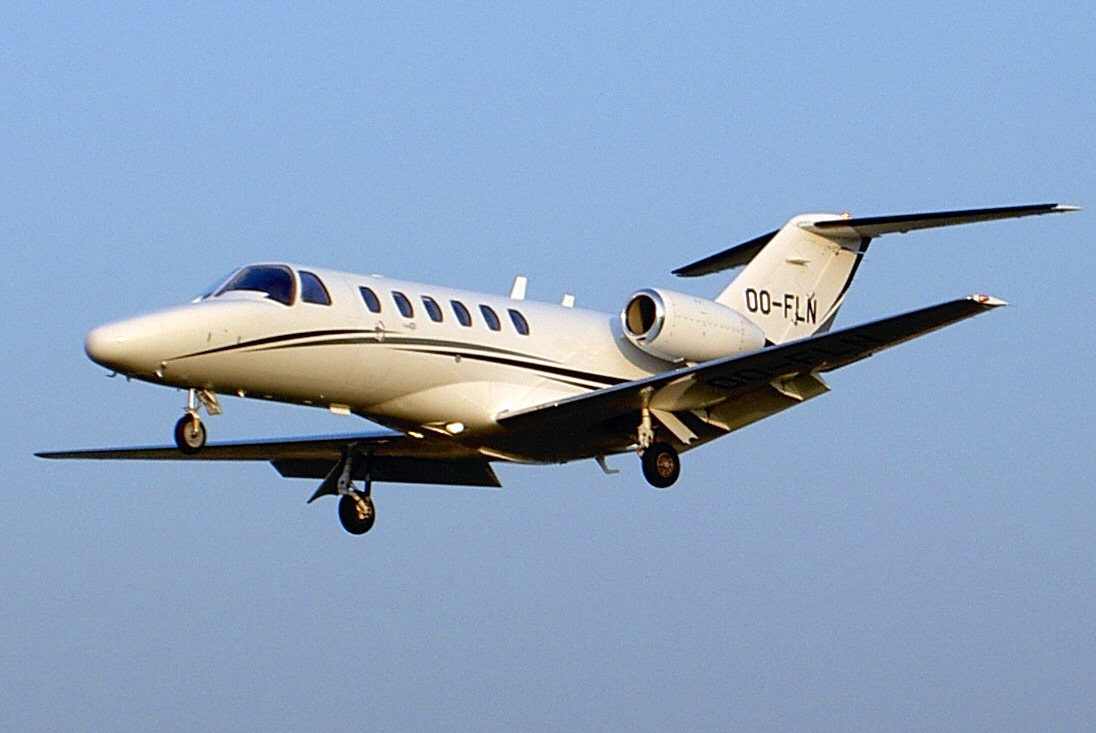

세스나 모델 525(Cessna Model 525, Cessna CitationJet/M2/CJ) 시리즈는 세스나가 개발한 경비즈니스 제트기이자 사이테이션 계열의 일부이다. 1989년 10월 런칭하였으며 최초 비행은 1991년 4월 29일 이루어졌으며 FAA 인증은 1992년 10월 16일 수여되었고 1993년 3월 30일 첫 초달이 시작되었고 2017년 6월 모든 모델 기준으로 2,000대가 조달된 상태이다.

## 모델
- 모델 525
  - CitationJet
  - CitationJet CJ1
  - CitationJet CJ1+
  - Citation M2
- 모델 525A
  - CitationJet CJ2
  - CitationJet CJ2+
- 모델 525B
  - CitationJet CJ3
  - CitationJet CJ3+
- 모델 525C
  - Cessna Citation CJ4 (Model 525C)

## 같이 보기
- 초경량 제트기